# Mycosis fungoides
Mycosis fungoides (MF) is een huidaandoening. Het is een vorm van cutaan lymfoom: een kwaadaardige woekering van bepaalde bloedcellen (T-cellen), waarbij de afwijkende cellen alleen in de huid gevonden worden. De officiële naam is (momenteel) cutaan T-cellymfoom, type mycosis fungoides. Er zijn geen afwijkingen in het beenmerg, bloed of lymfeklieren. De aandoening is vrij zeldzaam, maar toch de meest voorkomende vorm cutaan lymfoom.

## Symptomen
De eerste fase (patch-stadium) wordt gekenmerkt door rode, schilferende, grillig gevormde plekken, vaak zo'n 5 tot 20 cm groot. In deze fase wordt de aandoening vaak niet herkend, maar benoemd als bijvoorbeeld eczeem of psoriasis, aandoeningen die vele malen vaker voorkomen. Bij verreweg de meeste patiënten blijft de aandoening tot deze eerste fase beperkt.
Bij een deel van de patiënten ontstaan na verloop van jaren een fase met verdikte plekken: plaque-stadium. Bij een klein deel van de patiënten ontstaan echte "knobbels", wat tumor-stadium wordt genoemd.
Om de diagnose te stellen moeten huidbiopten worden afgenomen. Bij de eerste fases van mycosis fungoides liggen de afwijkende lymfocyten in een band op de grens tussen opperhuid en lederhuid, net als bij een grensvlakdermatitis. Met immunochemische kleuringen kan worden aangetoond dat de afwijkende cellen inderdaad (afwijkende) T-cellen zijn.

## Behandeling en prognose
In het eerste stadium zijn de belangrijkste behandelingen: sterk-werkende dermatocorticosteroïden, zoals clobetasol (dermovate) en lichttherapie (vooral PUVA). Tumoren kunnen behandeld worden met radiotherapie.
Met deze behandelingen wordt de ziekte niet genezen, maar de symptomen verlicht. Het beloop van de ziekte wordt niet anders. Als patiënten komen te overlijden, wordt dat zelden veroorzaakt door de aandoening.
Patiënten met mycosis fungoides lopen een verhoogd risico op andere typen lymfoom.

## Verwante aandoeningen
- Doorontwikkeling van parapsoriasis tot MF is als mogelijkheid geopperd, wat echter kan voortkomen uit het feit dat deze aandoening moeilijk is te onderscheiden van een vroege vorm van MF.[2]
- De huidafwijking Poikilodermia vascularis atrophicans kan als symptoom van mycosis fungoides optreden.[3]
- Bij sommige patiënten met MF is het lymfoom vooral rond haarzakjes (follikels) gelokaliseerd, wat folliculaire/folliculotrope/folliculocentric mycosis fungoides (FMF) wordt genoemd. Deze zeldzame variant gedraagt zich vaak agressiever.[4]
- Het sezarysyndroom, is een zeer zeldzame, maar agressieve vorm van cutaan T-cellymfoom, die in het begin op MF kan lijken.
- Cutane lymfomen horen bij de non-hodgkinlymfomen.